# Швейцария на летних Олимпийских играх 1904
Швейцария на летних Олимпийских играх 1904 была представлена одним спортсменом в двух видах спорта. Страна заняла восьмое место в общекомандном зачёте.

## Медалисты

### Золото
| Золото |                 |                                                  |
| №      | Спортсмены      | Вид спорта (дисциплина)                          |
| 1      | Адольф Шпиннлер | Спортивная гимнастика (первенство на 9 снарядах) |

### Бронза
| Бронза |                 |                                                   |
| №      | Спортсмены      | Вид спорта (дисциплина)                           |
| 1      | Адольф Шпиннлер | Спортивная гимнастика (индивидуальное первенство) |

## Результаты соревнований

### Лёгкая атлетика
| Соревнование | Спортсмен       | Финал     | Финал |
| Соревнование | Спортсмен       | Результат | Место |
| ------------ | --------------- | --------- | ----- |
| Троеборье    | Адольф Шпиннлер | 24,5      | 64    |

### Спортивная гимнастика
| Соревнование              | Спортсмен       | Финал     | Финал |
| Соревнование              | Спортсмен       | Результат | Место |
| ------------------------- | --------------- | --------- | ----- |
| Индивидуальное первенство | Адольф Шпиннлер | 67,99     | 3     |
| Первенство на 9 снарядах  | Адольф Шпиннлер | 43,39     | 1     |